# Frits Prinsen

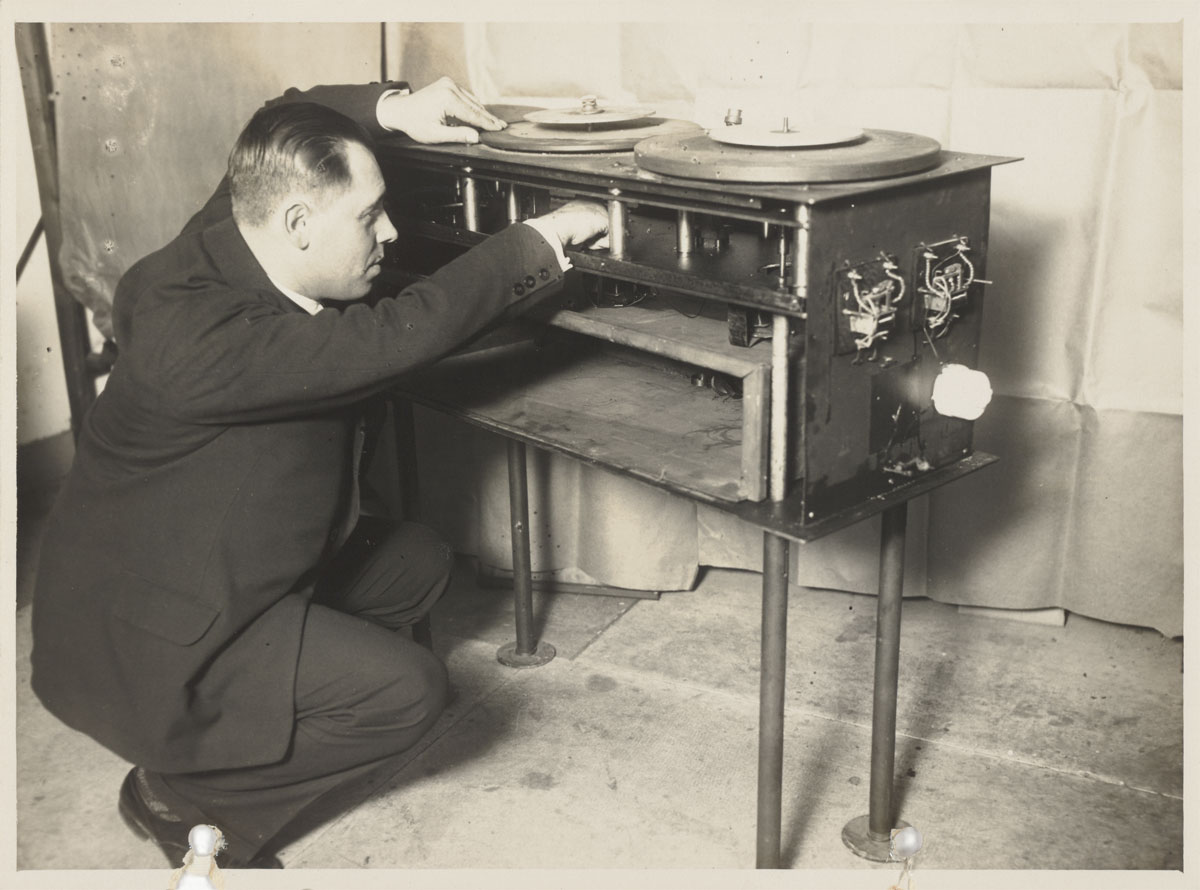
Prinsen en de Loetafoon

Frederik Bernardus Archibald (Frits) Prinsen (Den Helder, 28 september 1895 - Den Haag, 15 november 1981) was een Nederlandse uitvinder en ondernemer. Hij hield zich voornamelijk bezig met ontwikkelingen op het gebied van fotografie- en filmapparatuur.
Prinsen, die autodidact was, hield zich al op jonge leeftijd bezig met het verbeteren van elektrische systemen en apparaten. In de jaren twintig bedacht hij een basaal3-D-projectiesysteem. Voor de Haagse bioscoopondernemer Loet Barnstijn bouwde hij een apparaat dat een geluidsband synchroon liet lopen met de bijbehorende filmbeelden. Tussen 1928 en 1932 verkochten de twee de apparaten aan bioscopen in heel Nederland.
Zijn belangrijkste uitvinding deed Prinsen in 1934 toen hij een automatisch diafragma voor fotocamera's ontwikkelde.